# 日本翻訳協会
一般社団法人日本翻訳協会（にほんほんやくきょうかい、英語: Japan Translation Association, JTA）は、翻訳専門職資格試験、翻訳専門職資格基礎試験、会員の翻訳専門職資格試験合格支援サポート活動などの事業を実施している法人。元厚生労働省職業安定局所管。

## 概要
東京都千代田区に本部を置き、2007年には、翻訳修士号を持つ翻訳専門職の誕生を支援する「翻訳修士奨学金制度」をスタートした。
- 沿革：1986年10月　設立
- 代表者：会長　湯浅美代子（株式会社・バベル社長）
- 本部所在地：東京都港区赤坂4-3-1